# Kanton Nice-6
Nice-6 is een kanton van het Franse departement Alpes-Maritimes. Het kanton maakt deel uit van het arrondissement Nice.
Het kanton omvatte tot 2014 de volgende wijken van de stad Nice:
- Libération-Malausséna
- Borriglione
- Cimiez
- Pasteur
- Saint Pons

Na de herindeling van de kantons bij decreet van 24 februari 2014, met uitwerking op 22 maart 2015 werd het kanton aangepast. Het omvat een noordelijk deel van Nice.